# PZL.5
Le PZL.5 est un avion de sport biplan polonais de l'entre-deux-guerres, construit par Państwowe Zakłady Lotnicze.

## Histoire
À la fin des années 1920, le développement rapide de l'aviation en Pologne donna naissance à des nombreux aéroclubs. Par contre le nombre d'avions de sport resta insuffisant, d'où nécesiité de construire un appareil capable de repondre à ce besoin. À la demande du Ministère des Communications, la société PZL développa le biplan PZL.5. 11 exemplaires de série équipèrent les aéroclubs et participèrent à des nombreuses compétitions. La production de série s'arrêta  après avoir construit 11 appareils. L'apparition de l'avion RWD-5, meilleur que le PZL.5 mit fin à sa fabrication. Il fut de même pour la version d'entraînement, le PZL.5 bis, qui perdit la concurrence avec le RWD-8. Au total 15 exemplaires furent construits.

## Description technique
Le PZL.5 est un biplan, biplace à ossature en bois, recouvert de toile, à train d'atterrissage fixe. Équipé d'un moteur de Havilland Gipsy I d'une puissance de 100 ch.

## Versions
- PZL.5 - avion de sport, prototype
- PZL.5a - avion de sport, version de série
- PZL.5 bis - avion de sport, prototype de version d'entraînement